# Piper mendezense
Piper mendezense är en pepparväxtart som beskrevs av Truman George Yuncker. Piper mendezense ingår i släktet Piper och familjen pepparväxter. Inga underarter finns listade i Catalogue of Life.